# Уильямс, Уолтер Ли
Уолте́р Ли́ Уи́льямс (англ. Walter Lee Williams; род. 3 ноября 1948) — американский антрополог, один из пионеров квир-исследований, бывший профессор антропологии, истории и гендерных исследований в Университете Южной Калифорнии. Автор статей в «Энциклопедии гомосексуальности».
Активист ЛГБТ-сообщества, директор Коалиции геев Большого Цинциннати, создатель и редактор International Gay and Lesbian Review, а также президент и член совета директоров Национальных архивов геев и лесбиянок ONE, Inc. Библиотек Университета Южной Калифорнии, директор Центра передовых исследований Института гомофильских исследований ONE, Inc., сооснователь и председатель Комитета истории геев и лесбиянок Американской исторической ассоциации и сотрудник Общества геев и лесбиянок антропологов.
Находился в списке десяти наиболее разыскиваемых ФБР беглецов и был арестован в Мексике в Плая-дель-Кармен по обвинению в растлении детей и экстрадирован в Лос-Анджелес. В сентябре 2014 года был признан виновным в совершённых преступлениях. В настоящее время является заключённым Инглвудского федерального исправительного учреждения Федерального бюро тюрем под номером 65562-112 и выйдет на свободу 11 июля 2017 года.

## Биография
В 1960-е годы под влиянием Мартина Лютера Кинга Уильямс присоединился к правозащитному движению. Кроме того он получил признание за свою активистскую деятельность в ЛГБТ-сообществе, перейдя в 1978 году к гей-активизму в связи с кампанией Аниты Брайант «Спасите наших детей» и став в 1979 году директором Коалиции геев Большого Цинциннати.
Работал в Университете Цинциннати, где в 1979 году основал и выступил в качестве редактора первой газеты для геев в южной части штата Огайо.
Уильямс получил степень доктора философии по истории и антропологии в Университете Северной Каролины в Чапел-Хилл.
В 1981 году переехал в Лос-Анджелес, где в Калифорнийском университете в Лос-Анджелесе и Университете Южной Калифорнии преподавал историю Гражданской войны в США, обозрение американской истории, историю гендера и сексуальности, трангендерные исследования, индейские исследования (восточные чероки, флоридские семинолы, пайн-риджские сиу, алеуты, юкатанские майя, Навахо-Нейшен), а также занимался полевыми исследованиями индейцев на юго-западе США и изучением «сексуальности в южной части Тихого океана». Его исследования по социальной приемлемости однополых браков в незападных культурах использовались адвокатами ЛГБТ-сообщества в качестве доводов во время рассмотрения дела об однополых браках в Верховном суде штата Гавайи.
В 1986 году опубликовал свою четвёртую книгу «Дух и плоть: сексуальное разнообразие в индейской культуре» (англ. The Spirit and the Flesh: Sexual Diversity in American Indian Culture), которая получила несколько общественных наград.
В 1987 году получил премию Фонда Фулбрайта для профессорской работы в Индонезии в Университете Гаджа Мада, где проводил исследования по социально-принятой роли гомосексуализма в традиционных культурах Юго-Восточной Азии. Позднее будучи приглашённым исследователем в Восточно-Западного центра Гавайского университета он расширил исследование за счёт интервьюирования геев среди коренных полинезийцев. После возвращения в Университет Южной Калифорнии сотрудничал с гей-активистом и сотрудником Института гомофильских исследований ONE, Inc. Уильямом Дорром Леггом, выступив качестве редактора его книги «Гомофильские исследования в теории и практике» (англ. Homophile Studies in Theory and Practice), а также стал соредартом Джеймса Сирса по книге «Преодоление гетеросексизма и гомофобии: стратегии, которые работают» (англ. Overcoming Heterosexism and Homophobia: Strategies That Work)
В 1993 году стал сооснователем Института стратегических исследований геев и лесбиянок, а также вошёл в состав его учёного совета.
В 1994 году возглавил переговоры, итогом которых стало слияние Института гомофильских исследований ONE, Inc. и Национальных архивов геев и лесбиянок ONE, Inc., которые стали частью Библиотек Университета Южной Калифорнии.
В 1995 году был одним из вдохновителей крупной международной конференции в Университете Южной Калифорнии, посвящённой ЛГБТ-исследованиям, на которой выступили около 170 учёных из различных стран.
В 2003 году совместно с лесбийской активистской Йоландой Реттер выпустил книгу «Права геев и лесбиянок в США» (англ. Gay and Lesbian Rights in the United States: A Documentary History).
В 2005 году совместно с гей-писателем Тоби Джонсоном выпустил книгу «Два духа: история жизни с навахо» (англ. Two Spirits: A Story of Life With the Navajos)
Был создателем и руководителем Целевой группы по ЛГБТ-исследованиям в Университете Южной Калифорнии.
Был консультантом Лос-Анджелесского совета по образованию, в
выступая в качестве советника по вопросам проведения политики в отношения молодёжи и сотрудников являющихся геями и лесбиянками, а также консультантом Общественного центра геев и лесбиянок Гонолулу, где предлагал стратегии по снижению гомофобии.
Был членом редакционной коллегии Journal of Homosexuality.
Тесно сотрудничал с гей-активистом Хэлом Коллом, помогая в создании Стипендиального фонда Общества Маттачине имени Хэла Колла.
Жил и работал в Палм-Спрингс, а также в Таиланде, Индонезии, Камбодже, Филиппинах и в других Азии и южной части Тихого океана.
Автор десяти книг.

## Обвинения в сексуальных преступлениях и арест
11 февраля 2011 года Уильямс был арестован в международном аэропорту в Лос-Анджелесе после того, как при нём были обнаружены порнографические записи с участием несовершеннолетних. Уильямс признал свою вину, однако через неделю после допроса в ФБР покинул Лос-Анджелес и скрылся. В соответствии с соглашением о признании вины, адвокат Университета Южной Калифорнии передал в распоряжение ФБР материалы, ранее предоставленные Уильямсом для Национальных архивов геев и лесбиянок университетской библиотеке, которые содержали «похотливые визуальные изображения несовершеннолетних». Похожие изображения также были найдены позднее агентами ФБР и в доме Уильямса, в том числе на его компьютере и видеокамере.
Уильямсу были предъявлены обвинения в производстве детской порнографии, детском секс-туризме в азиатских странах и в незаконных сексуальных действиях за границей. Согласно отчётам ФБР, в 2010 году Уильямс занимался киберсексом с двумя мальчиками 13 и 14 лет через Интернет, используя веб-камеру, а в январе 2011 года и сам ездил в Филиппины, где вступал в сексуальный контакт с обоими этими мальчиками (тогда обоим было уже по 14 лет), а также и с ещё одним 15-летним подростком. Во время сексуальных действий им были сделаны откровенные фотографии одного из детей. Кроме того, у Уильямса были обнаружены записи сексуальных контактов ещё с тремя другими 16-летними подростками. Следствие полагало, что Уильямс мог иметь в общей сложности по меньшей мере 10 жертв в Юго-Восточной Азии в возрасте от 9 до 17 лет. Возраст сексуального согласия на Филиппинах составляет в случае добровольного секса 12 лет, в случае проституции, то есть денежного или материального вознаграждения за секс, — 18 лет.
В ходе следствия ФБР получила информацию о том, что Уильямс был связан с расположенной в Лос-Анджелесе организацией «Буддийская вселенская ассоциация» (англ. Buddhist Universal Association), члены которой придерживались идей «экстремальной сексуальной свободы». По сообщениям представителей пресс-службы ФБР, Уильямс предоставлял сделанные им порнографические снимки как минимум ещё одному члену этой ассоциации, который также был задержан. По его показаниям, члены группы давали обет целибата, однако имели разрешение иметь сексуальные отношения с мальчиками.
30 апреля 2013 года на основании решения Окружного суда США по Центральному округу штата Калифорния 64-летний Уильямс был объявлен в розыск. Уже 17 июня 2013 года он был включён ФБР в список десяти наиболее разыскиваемых ФБР беглецов, с объявленным вознаграждением в $ 100.000 за его поимку. На следующий день он был опознан местным жителем по фотографии в газете и арестован мексиканской полицией в курортном городе Плая-дель-Кармен (штат Кинтана-Роо), после чего экстрадирован в Лос-Анджелес.
На суде Уильямс полностью признал вменяемые ему обвинения. В рамках сделки с Федеральной прокуратурой Уильямс был приговорён к пяти годам тюремного заключения в федеральной тюрьме и штрафу в размере 25 тысяч долларов США в виде реституции его семи жертвам. После отбывания срока заключения он будет пожизненно внесён в список сексуальных преступников и в течение последующих 10 лет находиться под надзором. Приговор был объявлен 15 декабря 2014 года.
Согласно базе данных Федерального бюро тюрем США, Уильямс числился заключённым Инглвудского федерального исправительного учреждения под номером 65562-112 и был выпущен на свободу 11 июля 2017 года.

## Награды
- Gay Book of the Year Award (American Library Association, 1986) за книгу The Spirit and the Flesh.[3]
- Ruth Benedict Award (Society of Lesbian and Gay Anthropologists, 1986) за книгу The Spirit and the Flesh.[3]
- Award for Outstanding Scholarship (World Congress for Sexology, 1986) за книгу The Spirit and the Flesh.[3]
- Премия Фонда Фулбрайта (1987)[3][4]
- USC General Education Outstanding Teacher Award (2006)[4]
- Gandhi, King, Ikeda Award (Gandhi Institute for Reconciliation of Morehouse College[англ.], 2006)[3]

## Сочинения

### Книги
- Williams W. L. Black American Attitudes Toward Africa: The Missionary Movement, 1877—1900. — University of North Carolina at Chapel Hill, 1974. — 668 p.
- Williams W. L. Black Americans and the Evangelization of Africa, 1877—1900. — University of Wisconsin Press, 1982. — 288 p. — ISBN 978-0299089207.
- Williams W. L. Indian Leadership. — Sunflower University Press, 1984. — 92 p. — ISBN 978-0897450522.
- Williams W. L. Javanese Lives: Women and Men in Modern Indonesian Society. — Rutgers University Press, 1991. — 264 p. — ISBN 978-0813516493.
- Williams W. L. Spirit and the Flesh: Sexual Diversity in American Indian Culture. — Beacon Press[англ.], 1992. — 368 p. — ISBN 978-0807046159.
- Cameron D. G., Williams W. L. Homophile Studies in Theory and Practice / Ed. W. Dorr Legg. — Global Publishers[англ.], 1994. — 464 p. — ISBN 978-1879194168.
- Williams W. L. Kehidupan orang Jawa: wanita dan pria dalam masyarakat Indonesia modern. — Pustaka Binaman Pressindo, 1995. — 261 p.
- Williams W. L., Johnson T. Two Spirits: A Story of Life With the Navajo. — Lethe Press[англ.], 2005. — 332 p. — ISBN 978-1590210604.
- Williams W. L. Spirit of the Pacific. — Lethe Press, 2013. — 326 p. — ISBN 978-1590213889.

### Редакция
- Overcoming Heterosexism and Homophobia / Eds. James T. Sears, Walter L. Williams. — Columbia University Press, 1997. — 456 p. — (Between Men--Between Women). — ISBN 978-0231104234.
- Gay and Lesbian Rights in the United States: A Documentary History / Eds.  Walter L. Williams, Yolanda Retter. — Greenwood Press, 2003. — (Primary Documents in American History and Contemporary Issues). — ISBN 978-0313306969.
- Southeastern Indians Since the Removal Era / Eds. Walter L. Williams. — University of Georgia Press[англ.], 2009. — 272 p. — ISBN 978-0820332031.

### Статьи
- Walter L. Williams. The United States Indian Policy and the Debate over Philippine Annexation: Implications for the Origins of American Imperialism // The Journal of American History. — 1980. — № 66.